# 兵庫県道36号西脇篠山線
兵庫県道36号西脇篠山線（ひょうごけんどう36ごう にしわきささやません）は、兵庫県西脇市と丹波篠山市を結ぶ県道（主要地方道）である。

## 概要
西脇市から丹波篠山市味間地域を経由し篠山市中心市街地に至る。

### 路線データ
- 起点：西脇市寺内（寺内北交差点、国道175号交点）
- 終点：丹波篠山市東岡屋（渡瀬橋交差点、兵庫県道77号篠山山南線交点）
- 総延長：24.479 km

## 歴史
2017年度から2021年度にかけ、丹波篠山市味間奥から味間南にかけ、5億9千万円の総事業費で幅員狭小な現道の1,230mがバイパス化が行われる。

### 年表
- 1982年（昭和57年）
  - 4月1日 - 建設省（現・国土交通省）が県道西脇篠山線を主要地方道に指定。
  - 11月30日 - 兵庫県が県道36号西脇篠山線を認定。
    - 整理番号36は1966年（昭和41年）2月1日から1977年（昭和52年）8月29日まで主要地方道姫路篠山線（現・一般国道372号の一部）で使われていた。
- 1993年（平成5年）5月11日 - 建設省から、県道西脇篠山線が西脇篠山線として主要地方道に再指定される[2]。
- 2023年（令和5年）7月23日 - 味間南バイパスのバイパス部分（丹波篠山市味間奥 - 味間南、1.1 km）が開通する[3]。

## 路線状況

### 重複区間
- 兵庫県道294号黒田庄多井田線（西脇市上比延町 - 西脇市上比延町・上比延南交差点）
- 兵庫県道292号下立杭柏原線（丹波篠山市今田町黒石 - 丹波市山南町阿草）
- 国道176号（丹波篠山市西古佐 - 丹波篠山市西古佐・西古佐南交差点）

## 地理

### 通過する自治体
- 西脇市
- 丹波市
- 丹波篠山市

### 交差する道路
| 交差する道路                                                   | 市町村名   | 交差する場所               | 交差する場所                   |
| -------------------------------------------------------------- | ---------- | -------------------------- | ------------------------------ |
| 国道175号                                                      | 西脇市     | 寺内                       | 寺内北交差点 / 起点            |
| 兵庫県道294号黒田庄多井田線 重複区間起点                       | 西脇市     | 上比延町（かみひえちょう） |                                |
| 兵庫県道294号黒田庄多井田線 重複区間終点                       | 西脇市     | 上比延町                   | 上比延南交差点                 |
| 兵庫県道141号黒石三田線 兵庫県道292号下立杭柏原線 重複区間起点 | 丹波篠山市 | 今田町黒石                 |                                |
| 兵庫県道292号下立杭柏原線 重複区間終点                         | 丹波市     | 山南町阿草                 |                                |
| 国道176号 重複区間起点                                         | 丹波篠山市 | 西古佐（にしこさ）         |                                |
| 国道176号 重複区間終点                                         | 丹波篠山市 | 西古佐                     | 西古佐南交差点                 |
| 兵庫県道299号大沢新東吹線                                      | 丹波篠山市 | 東吹（ひがしぶき）         | 東吹下（ひがしぶきしも）交差点 |
| 兵庫県道77号篠山山南線                                         | 丹波篠山市 | 東岡屋                     | 渡瀬橋交差点 / 終点            |

### 沿線にある施設など
- 日本へそ公園
- 岡之山美術館
- 篠山城と城下町
- 大国寺 (丹波篠山市)